# Hualañé
Hualañé – miasto w Chile, w regionie Maule, w prowincji Curicó.